# JIS X 0212

그림으로 나타낸 JIS X 0212 문자 집합의 구조

JIS X 0212은 1990년에 일본 공업 규격으로 지정된 일본어 문자 집합으로, 정식 명칭은 "정보교환용 한자 부호 - 보조 한자"(일본어: 情報交換用漢字符号 - 補助漢字)이다. 원래 JIS X 0208의 확장으로 만들어졌으나, Shift_JIS에서 지원할 수 없는 형태로 만들어졌기 때문에 실제로 많이 사용되지는 않고 학술 연구 등에 이용된다.
JIS X 0212를 지원하는 문자 인코딩으로 EUC-JP와 ISO/IEC 2022-JP-1/2가 있으며, 유니코드에도 JIS X 0212의 모든 한자가 수록되어 있다.

## 구성
JIS X 0212는 94×94 문자 집합이며, 각 행들은 다음과 같이 구성되어 있다.
- 0x22 ~ 0x2B: 한자가 아닌 문자들 (문장 부호, 로마자, 그리스 문자, 키릴 문자)
- 0x30 ~ 0x6D: 확장 한자 (5801자)

## 같이 보기
- JIS X 0208
- JIS X 0213 - Shift_JIS에 쓸 수 있도록 새로 제정한 보조 문자 집합.